# ل پرتو
ل پرتو (به فرانسوی: Le Perthus) یک کمون در فرانسه با جمعیت ۵۸۲ نفر است که در Canton of Céret واقع شده‌است.